# Распределённая вычислительная среда
Распределительная вычислительная среда (англ. Distributed Computing Environment, сокр. DCE) — система программного обеспечения, разработанная в начале 1990-х годов в Open Software Foundation, который представлял собой ассоциацию нескольких компаний: Apollo Computer, IBM, Digital Equipment Corporation и других. DCE предоставляет фреймворк и средства разработки клиент-серверных приложений.
Фреймворк включает в себя:
- удаленный вызов процедур DCE/RPC
- служба каталогов
- служба связанная со временем
- службу проверки подлинности
- файловую систему DCE/DFS (англ.)

DCE стала важным шагом в направлении стандартизации архитектуры программного обеспечения, которые были зависимы от производителя. Как и сетевая модель OSI, DCE не получила большого успеха на практике, однако основные идеи (концепции) имели более существенное влияние, чем последующие исследования и разработки в этом направлении.

## История появления
После того как Sun Microsystems и AT&T Corporation совместно разрабатывали UNIX System V Release 4 (SVR4) и отказались от свободного распространения исходного кода UNIX, другие поставщики UNIX были поставлены в очень невыгодное положение на рынке. Многие компании из фонда продавали свои проекты как продукты. Например, HP/Apollo продавали Network Computing Environment (NCS) и CMA Threads, а компания Siemens Nixdorf свои серверы X.500 и средства компилирования ASN/1. В то время сетевые технологии были весьма популярны, поэтому множество компаний работали над схожими системами, которые основывались на механизме удаленного вызова процедур. Open Software Foundation имел большое преимущество над SVR4, так как любая система, поддерживающая DCE может работать с большой сетью обеспечивая её безопасность.
Система DCE основывалась на независимых разработках каждой из компаний участников OSF. Так файловая система была взята из NCS компании Apollo Computer. Служба каталогов из разработок компании Digital. Файловая система DCE/DFS основывалась на AFS, изначально разработанной в университете Карнеги-Меллона. Служба проверки подлинности была взята из протокола Kerberos, система авторизации опиралась на списки управления доступом (ACL). Все эти особенности делают DCE систему почти идеальной для сетевых технологий. Любое устройство в сети может проверить подлинность пользователя, получить доступ к ресурсам и удаленно пользоваться ими с помощью встроенного программного интерфейса (API)
С развитием интернета, Java и веб-службы забрали себе популярность DCE в середине — конце 1990-х, как и соперничающие с DCE системы с типовой архитектурой опосредованных запросов к объектам (CORBA).
Самое распространенное использование DCE на сегодня это системы DCOM и ODBC от Microsoft, которые используют службу удаленного вызова процедур DCE/RPC в качестве транспортного уровня.
OSF со временем вошел в так называемую The Open Group и выпустили DCE 1.2.2. под лицензией свободного программного обеспечения 12 января 2005 года.

## Архитектура
Самый большой блок управления в DCE это так называемая клетка (англ. cell). Наивысшие права доступа имеются у «администратора клетки», обычно привязаны к пользователю как «user» «cell_admin», причем это не обязательно должен быть настоящий пользователь операционной системы. Администратор имеет доступ ко всем ресурсам DCE в клетке. Права могут быть выданы или отобраны у следующих категорий: user_obj, group_obj, other_obj, any_other для любого другого ресурса DCE. Множество клеток может быть сделано для связи и разделения ресурсов между собой.
Клетка состоит из следующих основных частей:
- Сервер для проверки подлинности
- Сервер файловой системы клетки
- Сервер синхронизации

Современные DCE которые используются в IBM способны работать с Kerberos в качестве сервера для проверки подлинности, LDAP в качестве сервера файловой системы клетки и сетевой протокол для синхронизации внутренних часов компьютера для сервера синхронизации.
DCE/DFS это единственная в мире файловая система которая поддерживает семантику файловой системы POSIX. DCE/DFS была достаточно надежна и стабильна для работы с файловой системой IBM для веб-сайта летних Олимпийских игр 1996 года, который плавно отображался и мог одновременно редактироваться в разных часовых поясах по всему миру.